# Karnickelberge
Karnickelberge – wzgórze w południowej części Frankfurtu nad Odrą, w dzielnicy Markendorf, na terenie lasu Markendorfer Wald, nieopodal drogi krajowej B87 (po jej wschodniej stronie).
Wysokość wzgórza wynosi 87,6 m.